# Sebastián Losada
Sebastián Losada Bestard, né le 3 septembre 1967 à Madrid (Espagne), est un footballeur espagnol qui jouait au poste d'attaquant.

## Carrière

### En club
Formé au Real Madrid, Sebastián Losada commence sa carrière professionnelle à l'âge de 17 ans lors de la saison 1984-1985. Lors de la saison 1984-1985, il joue un match en première division avec le Real Madrid en raison de la grève des joueurs professionnels. Lors des saisons 1985-1986 et 1986-1987, il est titulaire avec la Castilla en deuxième division.
Lors de la saison 1987-1988, il est prêté au RCD Espanyol en Division 1 où il parvient à être titulaire. Le club est finaliste de la  Coupe UEFA 1987-1988 contre le Bayer Leverkusen. Lors de la finale, jouée en deux matchs, il marque deux buts lors de la victoire 3-0 au match aller. Au match retour, les Allemands s'imposant sur le même score. Le match se termine aux tirs au but et est remporté par les Allemands par 3 à 2.
Losada reçoit le Prix Don Balón de joueur révélation du championnat espagnol. En 1988, Losada retourne au Real Madrid où il reste jusqu'en 1991, mais sans réussir à s'imposer comme titulaire.
Il joue la saison 1991-1992 avec l'Atlético de Madrid, puis la suivante au Séville FC. En 1993, il rejoint le Celta de Vigo où il reste pendant deux saisons.
Au total, il dispute 195 matchs dans les divisions professionnelles espagnoles, inscrivant 52 buts.

### Équipe nationale
Losada débute avec l'équipe d'Espagne des moins de 20 ans lors de la saison 1984-1985.
Il débute avec l'Espagne A le 18 janvier 1995 en match amical face à l'Uruguay. Il ne joue qu'un seul match en équipe nationale.

## Palmarès

### En club
- Finaliste de la Coupe de l'UEFA en 1988 avec le RCD Espanyol

### Distinction personnelle
- Prix Don Balón de révélation de la Liga en 1988